# Sankt Johann im Pongau járás
Sankt Johann im Pongau járás (németül Bezirk St. Johann im Pongau) területe megegyezik Pongau tájegységgel, amely Salzburg tartomány 6 közigazgatási egységének egyike Ausztriában. Nyugaton Pinzgau (másként Zell am See kerület), északon Tennengau (másként Hallein kerület), délkeleten Lungau (másként Tamsweg kerület), keleten Stájerország, délen pedig Karintia határolja. Északnyugaton egy rövid szakaszon Bajorországgal (Németország) is határos.

## Története
Pongau neve 750-ben és 788-ban jelenik meg először hivatalos okleveleken. A 13. századtól 1803-ig a salzburgi érsek, majd ezt követően a bajor herceg uralma alatt állt. 1816-ban csatolták a Habsburg Birodalomhoz. Az 1848-ban létrehozott új alkotmányban osztották fel a tartományt, ekkor a kerület székhelye Werfen lett. 1867-ben került át St. Johann im Pongauba.

## Közigazgatási egységei
A kerületet 25 egységre osztották fel, amelyből 3 város és 7 vásárjoggal rendelkező község (Marktgemeinde). A vásárjoggal ma már nem jár előjog, azonban a régi titulus megmaradt nevükben.

### Városok
(Zárójelben a népesség nagysága szerepel.)
- Bischofshofen (10 087)
- Radstadt (4 710)
- Sankt Johann im Pongau (10 260)

### Községek vásárjoggal
- Altenmarkt im Pongau (3 486)
- Bad Hofgastein (6 727)
- Großarl (3 634)
- Sankt Veit im Pongau (3 330)
- Schwarzach im Pongau (3 526)
- Wagrain (3 127)
- Werfen (3 085)

### Községek
- Bad Gastein (5 838)
- Dorfgastein (1 649)
- Eben im Pongau (2 005)
- Filzmoos (1 352)
- Flachau (2 625)
- Forstau (515)
- Goldegg (2 16)
- Hüttau (1 555)
- Hüttschlag (974)
- Kleinarl (743)
- Mühlbach am Hochkönig (1 629)
- Pfarrwerfen (2 174)
- Sankt Martin im Tennengebirge (1 406)
- Untertauern (453)
- Werfenweng (766)